# Jerry Adriani
Jerry Adriani (Jair Alves de Sousa; 29 tháng một 1947 – 23 tháng 4 năm 2017) là một ca sĩ, nhạc sĩ và diễn viên người Brazil. Ông bắt đầu sự nghiệp của mình trong truyền hình trong khi làm việc với Rede Tupi ở São Paulo. Công việc đầu tiên của ông là một ca sĩ cho nhóm Os Rebeldes.

## Cuộc đời và sự nghiệp
Jair Alves de Souza sinh vào ngày 29 tháng 1 năm 1947 tại Brás, São Paulo, ông bắt đầu sự nghiệp vào năm 1964.
Vào ngày sinh nhật thứ 70 của Adriani, ông đã xuất hiện trong ba tập của chương trình truyền hình "MilleVoci" của Gianni Turco, sẽ được phát sóng vào tháng 6 năm 2017.

## Qua đời
Adriani chết tại bệnh viện ở Rio de Janeiro do ung thư vào ngày 23 tháng 4 năm 2017, ở tuổi 70.

## Danh sách phim
- 1994 - 74.5 Uma Onda no Ar – Roberto
- 1998 - Programa Mil Faces
- 2001 - Malhação – Bruno
- 2010 - A Grande Família – Celso Tadeu
- 2011 - Macho Man – Oliver
- 2013 - A Grande Família – Ele mesmo